# Regenfeldbau
Der Regenfeldbau ist eine Form des Bodenbaus, die ausschließlich mit Wasser aus Niederschlägen und damit ohne zusätzliche künstliche Bewässerung auskommt. Eine Sonderform des Regenfeldbaus stellt der Trockenfeldbau dar. Das andere Konzept ist der Bewässerungsfeldbau. 
In den Wüstenrandgebieten Vorderasiens ist Regenfeldbau in der Regel ab einer Jahresniederschlagsmenge über 250 Millimeter möglich. Der Arbeitseinsatz ist höher und die Erträge sind geringer als bei bewässertem Feldbau. In Afghanistan und Tadschikistan heißt der Regenfeldbau lalmi.
Mit dem Regenfeldbau nicht zu verwechseln ist der Nassfeldbau.